# Kinder, Küche, Kirche
Kinder, Küche, Kirche (in tedesco "bambini, cucina, chiesa") è uno slogan tedesco usato per indicare i tre valori che dovrebbe rispettare una donna retta nella società occidentale, ovvero la famiglia, le faccende domestiche e i valori cristiani. Oggi tale slogan ha una connotazione perlopiù negativa e il modello che esso riassume viene spesso giudicato antiquato. Kinder, Küche, Kirche è correlabile all'americano Barefoot and pregnant ("A piedi nudi e incinta") o al vittoriano A woman's place is in the home ("Il posto di una donna è in casa").

## Storia

### Origini
I primi documenti che menzionano lo slogan Kinder, Küche, Kirche apparvero per la prima volta in vari tomi ottocenteschi in lingua tedesca. La raccolta di proverbi Die weisheit auf der gasse: oder Sinn und geist deutscher sprichwörter (1810) di Johann Michael Sailer riporta che "una buona casalinga deve occuparsi di cinque 'K', ovvero camera (Kammer), bambini (Kinder), cucina (Küche), cantina (Keller) e vestiti (Kleider)". Lo stesso proverbio appare in un volume del "Il giornale della Nobiltà tedesca" del 1844[6] e nel glossario Deutsches sprichwörter-lexikon: bd. Gott bis Lehren, scritto da Karl Wander nel 1870, che riporta anche un'altra frase molto simile secondo cui "per essere pia, una donna deve necessariamente rispettare le quattro 'K', ovvero chiesa (Kirche), camera (Kammer), cucina (Küche) e bambini (Kinder)": una citazione apparentemente proveniente da un commento che fece Johannes Mathesius sul Libro del Siracide durante il sedicesimo secolo. Kinder, Küche e Kirche vennero anche menzionate in Woman's Travel-notes on England (1892) di Marie C. Remick così come in un articolo dell'influente giornale liberale britannico The Westminster Gazette che tentò di spiegare le origini dello slogan. Quest'ultimo riportò la storia in cui, dopo aver ascoltato due suffragette americane, l'imperatore Guglielmo II, dichiarò:
 Le quattro "K" sopracitate dal Kaiser furono menzionate anche in The Man-Made World (1911) di Charlotte Perkins Gilman.

### Germania nazista
Quando Hitler salì al potere nel 1933, impose alle donne un modello sociale che le relegava ai doveri sintetizzati dalle tre "K", lasciando che fossero gli uomini a esercitare il potere. Durante un discorso che fece il settembre 1934 alla Nationalsozialistische Frauenschaft, il Führer sostenne che per la donna tedesca il suo "mondo è suo marito, la sua famiglia, i suoi figli e la sua casa". In un suo saggio, T. S. Eliot commentò una colonna dell'Evening Standard del 10 maggio 1939:
A giudicarlo dalla sua abbreviazione, il rapporto può fare meno della giustizia per Miss Bower, ma non penso di essere ingiusto nei confronti di tale rendiconto, dal momento che ritengo l'implicazione di che ciò che è nazista sbagliato, e dato che non trovo necessario discuterne per i suoi meriti. Per inciso, il termine "retrocessione delle donne" pregiudica la questione. Si potrebbe suggerire che la cucina, i bambini e la chiesa possano essere considerati come una rivendicazione sull'attenzione delle donne sposate? O che nessuna donna sposata normale preferirebbe essere salariata se potesse evitarlo? Ciò che è miserabile è un sistema che rende necessario il doppio salario.»

### Dopo la seconda guerra mondiale
La frase continuò ad essere usata durante gli anni cinquanta e sessanta in vari saggi di letteratura femminista e antifemminista come, conferma, ad esempio Kinder, Kuche, Kirche as Scientific Law: Psychology Constructs the Female (1968) di Naomi Weisstein.